# 郭景祥
郭 景祥（かく けいしょう、生没年不詳）は、元末明初の官僚。本貫は濠州。

## 生涯
朱元璋に従い、長江を渡った。李夢庚とともに文書をつかさどり、謀議を補佐し、行中書省左右司郎中を分担してつとめた。浙東分省を監督し、ほどなく再び入府して大都督府参軍となった。景祥は性格が誠実正直で、広く経書や史書を渉猟し、事にあたっては直言した。このため朱元璋に信任され、「景祥は文吏であるが、外交折衝での侮りを防ぐ才能があり、わたしに忠義を尽くすことができるので、大任を委すことができる」と評された。先だって滁州・太平・溧陽を攻め落とし、それらの城郭が破壊されていたことから、景祥は命を受けてその修理を監督した。和州の州城が廃棄されて久しかったが、これもまた景祥が担当するよう命じられ、旧城址に築城して、90日ほどで工事は完了した。朱元璋に有能を認められ、和州総制に任じられた。景祥は城郭を拡張し、屯田を広げ、兵士を訓練したので、和州は重鎮となった。景祥は浙江行省参政を最終官とした。

## 子女
郭景祥に一子があり、その子が矛を持って父を殺そうとしていると、ある人が洪武帝（朱元璋）に報告したことがあった。洪武帝はその子を殺そうとしたが、馬皇后が「景祥には男子がひとりしかおりません。人の言うことはあるいは事実ではないかもしれません。殺してしまえば景祥の後嗣が絶えてしまうことを恐れます」と諫めた。結局この件は冤罪であった。